# Punk’s Not Jazz
Punk's Not Jazz – dwupłytowa kompilacja polskiego zespołu punkrockowego Dezerter zawierająca ich największe hity ze wszystkich poprzednich płyt.

## Utwory
| Płyta 1 1. „Spytaj milicjanta” – 1:39 2. „Szara rzeczywistość” – 1:58 3. „Ku przyszłości” – 2:54 4. „Nie ma nas” – 2:48 5. „Tchórze” – 2:39 6. „Polska złota młodzież” – 3:53 7. „Szwindel” – 2:08 8. „Mój kraj” – 5:16 9. „Nowe wiadomości” – 2:27 10. „Jeszcze żywy człowiek” – 2:44 11. „Nie jestem przeciw” – 3:16 12. „Pałac” – 3:06 13. „Chrystus na defiladzie” – 2:37 14. „Wszystko dla was” – 2:03 15. „Jeszcze nie zapomniałem” – 3:07 16. „Pierwszy raz” – 4:14 17. „Dla zysku” – 2:24 | Płyta 2 1. „Dezerter” – 5:01 2. „Ile % duszy?” – 2:33 3. „Jeśli chcesz zmieniać świat” – 3:58 4. „XXI wiek” – 1:15 5. „Ostatnia chwila” – 4:27 6. „Zmiany” – 5:29 7. „Bestia” – 2:45 8. „Czwarta rano” – 4:35 9. „Mam kły mam pazury” – 3:10 10. „Nierząd w rządzie” – 3:01 11. „Jezus” – 3:42 12. „Ukryta kamera” – 3:58 13. „Od wschodu do zachodu” – 4:16 14. „Koszmar” – 4:55 15. „Pojeby” – 1:52 16. „W czasie i przestrzeni” – 3:48 17. „Społeczne role” – 3:20 18. „Zabójca czasu” – 2:42 19. „Ulica bankowa” – 2:44 |